# Пробуждение (фильм, 1990)
«Пробужде́ние» (англ. Awakenings; досл.: «Пробужде́ния») — кинофильм режиссёра Пенни Маршалл, драма по книге мемуаров Оливера Сакса. Три номинации на премию «Оскар»: лучший фильм года, лучший сценарий, лучший актёр в главной роли (Де Ниро).
Фильм основан на реальных событиях, произошедших в 1969—1970 годах с неврологом Оливером Саксом, написавшим воспоминания об этом случае. По этой книге Гарольдом Пинтером также была написана пьеса «A Kind of Alaska». Эпидемия летаргического энцефалита, вызывающего акинетический мутизм, действительно имела место в 1917—1928 годах; препарат «L-Dopa» также реален.

## Сюжет
Скромный и застенчивый немолодой медик-исследователь доктор Сэйер (Робин Уильямс) принят на работу в неврологическое отделение центра содержания неизлечимых больных и должен лечить хронических пациентов. Под его наблюдением находится около двух десятков пациентов, которые уже много десятилетий пребывают в подобии кататонического ступора, не двигаются и не разговаривают. Неутомимый характер исследователя заставляет Сэйера искать причину странного заболевания, поразившего его пациентов. Со временем он находит, что причина состояния больных — в эпидемии летаргического энцефалита 1917—1928 годов, и даже обнаруживает экспериментальное лекарство, способное помочь его больным. Для экспериментов он сначала выбирает одного пациента, Леонарда (Роберт Де Ниро), и лекарство действительно помогает. Человек, заболевший ещё в юности, возвращается к жизни после 30 лет обездвиженности. За ним пробуждаются и все другие пациенты доктора Сэйера. Ни для кого из них это не является лёгким испытанием, огромная часть жизни для них потеряна. Через некоторое время лекарство теряет действенность, и пробудившиеся начинают возвращаться в обездвиженное состояние. К концу фильма все пациенты оказываются в своём прежнем состоянии. Доктор Сэйер продолжает исследования.

## В ролях
- Роберт Де Ниро — Леонард Лоу
- Робин Уильямс — доктор Малкольм Сэйер
- Джон Хёрд — доктор Кауфман
- Джулия Кавнер — Элеонор Костелло
- Пенелопа Энн Миллер — Пола
- Рут Нельсон — миссис Лоу
- Джудит Малина — Роуз
- Макс фон Сюдов — доктор Питер Ингрэм
- Энн Мира — Мириам
- Декстер Гордон — пианист
- Элис Драммонд — Люси
- Мэри Элис — Маргарет
- Брэдли Уитфорд — доктор Тайлер
- Петер Стормаре — нейрохимик
- Вин Дизель — санитар
- Таня Березина — психиатр

## Награды и номинации
- 1992 — номинация на премию «Грэмми» за лучшую музыку для художественного фильма (Рэнди Ньюман)
- 1991 — три номинации на премию «Оскар»: лучший фильм (Уолтер Паркс, Лоуренс Ласкер), лучшая мужская роль (Роберт Де Ниро), лучший адаптированный сценарий (Стивен Заиллян)
- 1991 — номинация на премию «Золотой глобус» за лучшую мужскую роль — драма (Робин Уильямс)
- 1991 — номинация на премию Гильдии сценаристов США за лучший адаптированный сценарий (Стивен Заиллян)
- 1990 — премия Национального совета кинокритиков США за лучшую мужскую роль (Роберт Де Ниро и Робин Уильямс), а также попадание в десятку лучших фильмов года

## Съёмки
- На съёмках сцены, в которой охранники пытаются помешать герою Де Ниро выйти за пределы больницы, Робин Уильямс, неловко размахнувшись локтем, сломал нос Роберту Де Ниро. По словам Де Ниро, его нос уже был сломан, и удар выпрямил его[4].
- Де Ниро и Уильямс долгое время наблюдали за доктором Саксом и реальными больными в больнице, прежде чем приступить к созданию образов[4]. Сакс выступил консультантом при создании фильма.
- В одной из сцен фильма появляется действительно больная летаргическим энцефалитом Лилиан Т., единственная дожившая до того времени пациентка из книги доктора Сакса[4].
- Существует известный одноимённый документальный фильм, снятый для канала Discovery в 1974 году, и в нём показаны настоящие больные летаргическим энцефалитом.
- Среди обслуживающего персонала больницы можно увидеть Вина Дизеля, для которого картина стала первым появлением на широком экране, однако в титрах актёр не указан[5].